# Carlos Fernando de Áustria-Teschen
Carlos Fernando de Áustria-Teschen (em alemão: Karl Ferdinand von Österreich-Teschen) (Viena, 29 de julho de 1818 - Gross Seelowitz, 20 de novembro de 1874), foi arquiduque da Áustria.

## Biografia

### Família
Carlos era o terceiro filho (segundo varão) de Carlos, Duque de Teschen e da princesa Henriqueta de Nassau-Weilburg. Seus avós paternos foram o imperador Leopoldo II e a infanta Maria Luísa da Espanha, enquanto seus avós maternos foram o príncipe Frederico Guilherme de Nassau-Weilburg e a princesa Luísa Isabel de Sayn-Wittgenstein.

### Carreira militar
Com o status de filho do Vencedor de Aspern, Carlos iniciou a carreira militar no 57º Regimento de Infantaria, em Brno. Pouco depois foi transferido para o comando de uma brigada no Reino da Itália e, em 1848, lutou contra uma insurreição em Praga.
Foi nomeado general em 1859 e lutou na Silésia, retornando a Brno em 1860.

### Casamento e filhos
Casou-se em Viena, em 18 de abril de 1854, com a arquiduquesa Isabel Francisca de Áustria-Toscana, filha do arquiduque José João de Áustria-Toscana (palatino da Hungria), e da duquesa Maria Doroteia de Württemberg. Isabel era viúva do arquiduque Fernando Carlos de Áustria-Este, com quem teve uma filha. O casal teve seis filhos:
- Francisco José (1855).
- Frederico de Áustria-Teschen (1856-1936), casado com a princesa Isabel de Croÿ, com descendência.
- Maria Cristina da Áustria (1858-1929), casada com o rei Afonso XII de Espanha, com descendência.
- Carlos Estêvão (1860-1933), casado com a arquiduquesa Maria Teresa da Áustria-Toscana, com descendência.
- Eugênio Fernando (1863-1954), não se casou.
- Maria Eleonora (1864).

### Morte
Carlos Fernando morreu em Brno, em 20 de novembro de 1874, aos 56 anos de idade. Seu corpo foi sepultado na Cripta Imperial de Viena.